# 日曜さわやかトーク
日曜さわやかトーク（にちよう-）は、サンテレビジョンの兵庫県政の鼎談番組である。

## 概要
- 2005年9月開始。当初は毎月第2日曜の夜22時から22時30分[1]に放送されたが、2010年4月から、放送時間が第2日曜12時から12時30分に変更され、さらに2011年4月から広報番組の時間帯繰上げに伴い第3日曜の10時から10時30分、2013年4月からは第3日曜8時30分から9時になった。この枠は他の週は「週刊ひょうご夢情報」（-2010年度まで）、「ひょうごワイワイ」（2011年度から）という県政情報の番組を送っており、差し替え放送である。なおこの時間枠移動に伴い、原則放送翌日の月曜18時30分から19時に再放送が開始された（2012年より月曜18時-18:30に繰り上げ。ただし、月曜日にナイター中継が行われる場合はそれより前の時間帯＜夕方16時台など＞に繰り上げる場合もある。再放映であっても題名の曜日は変えていない）。
- 兵庫県知事（現・井戸敏三）がホストを務め、県政についての課題について、そのテーマに沿った関係者をゲストに招いて検証し、その課題をいかに解決するかを考える。
- 聴覚障害者のために手話通訳と字幕スーパーを挿入している（字幕スーパーの放送は開始当初から実施されていたが、手話通訳との併用は2010年4月度の改編から開始されている[2]）。また過去の放送は一部を除きインターネット放送でも再配信されている。